# Municipio de Owen (condado de Dallas)
El municipio de Owen (en inglés: Owen Township) es un municipio ubicado en el condado de Dallas en el estado estadounidense de Arkansas. En el año 2010 tenía una población de 908 habitantes y una densidad poblacional de 4,3 personas por km².

## Geografía
El municipio de Owen se encuentra ubicado en las coordenadas 33°52′10″N 92°49′45″O / 33.86944, -92.82917. Según la Oficina del Censo de los Estados Unidos, el municipio tiene una superficie total de 210.97 km², de la cual 209,75 km² corresponden a tierra firme y (0,58 %) 1,22 km² es agua.

## Demografía
Según el censo de 2010, había 908 personas residiendo en el municipio de Owen. La densidad de población era de 4,3 hab./km². De los 908 habitantes, el municipio de Owen estaba compuesto por el 70,93 % blancos, el 26,1 % eran afroamericanos, el 0,11 % eran amerindios, el 1,65 % eran de otras razas y el 1,21 % eran de una mezcla de razas. Del total de la población el 2,42 % eran hispanos o latinos de cualquier raza.